# Cecilia Hansen

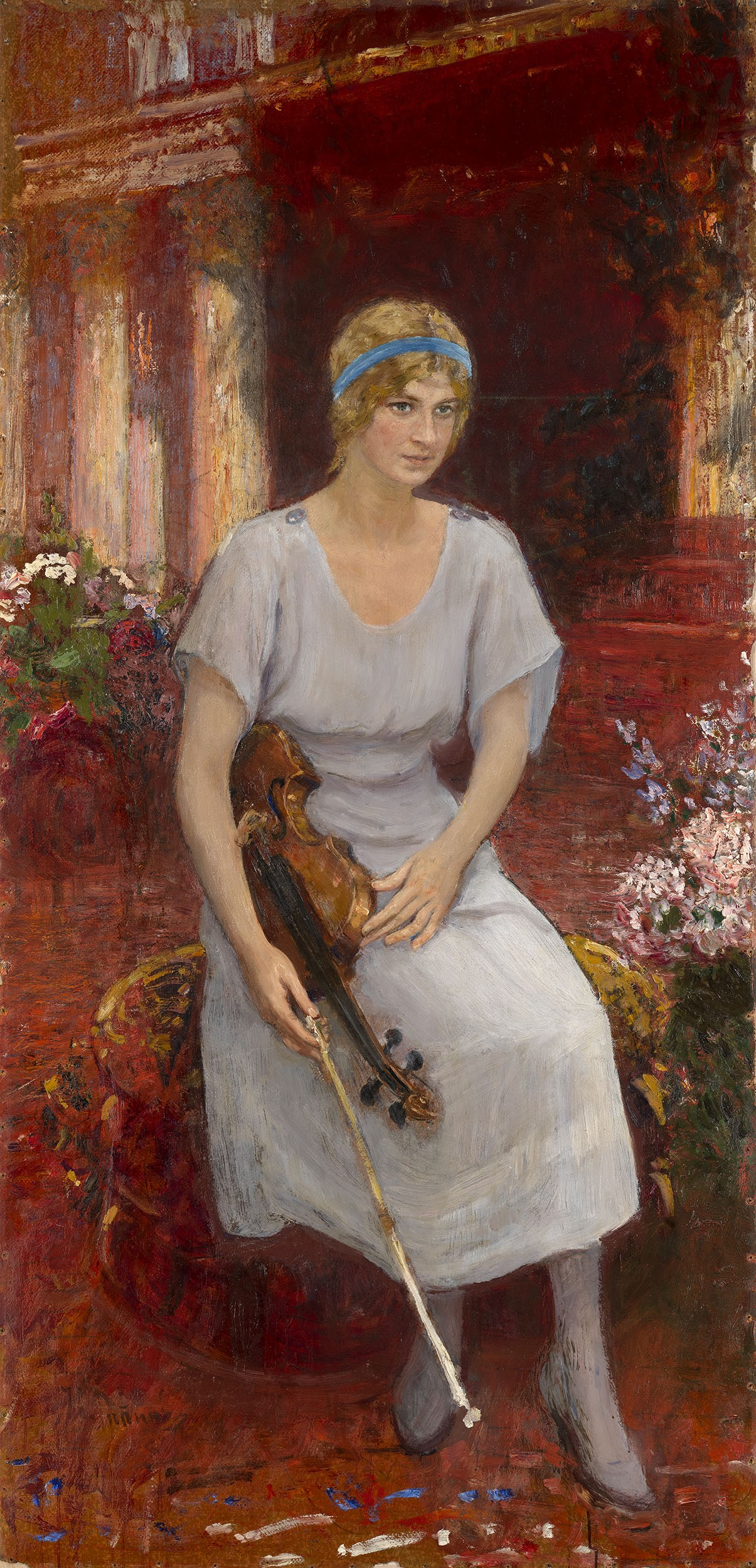
Cecilia Hansen (Porträt von Ilja Repin, 1922)

Cecilia Hansen (Zezilija Genrichowna Gansen, russisch Цецилия Генриховна Ганзен; * 16. Februar 1897 in der Staniza Kamenskaja, Russisches Kaiserreich; † 24. Juli 1989 in London) war eine Violinvirtuosin russischer Herkunft.

## Leben
Aufgewachsen in der Staniza Kamenskaja (heute Kamensk-Schachtinski in der südrussischen Oblast Rostow) erhielt sie ersten Violinunterricht von ihrem Vater, einem Professor für Musik dänischer Abstammung. Schon bald zeigte sich ihre außerordentliche Musikalität. Nach Beratung mit einem berühmten Dirigenten wurde sie mit zehn Jahren im Sankt Petersburger Konservatorium Schülerin bei Leopold Auer. Bis zum Ende ihrer Ausbildung 1914 gehörte sie zu seinen bevorzugten Schülern neben Jascha Heifetz und Nathan Milstein. Es heißt sogar, dass Heifetz in sie verliebt war. Ihr Debüt gab sie 1910. Mit vierzehn Jahren gewann sie eine Goldmedaille mit ihrer Interpretation des Beethoven-Violinkonzerts. 1914 gewann sie den ersten Preis bei einem Wettbewerb. Ihre Karriere wurde jedoch durch den Ausbruch des Ersten Weltkriegs verzögert.
In Sankt Petersburg lernte sie den Komponisten Sergei Prokofjew kennen und 1916 ihren ersten Mann, den Pianisten Boris Sacharow. Er galt als unbeherrschter, egozentrischer Künstler, der mit Prokofjew wilde Feste feierte. Er soll das von seiner Frau erspielte Geld beim Glücksspiel verloren haben. Im Jahr 1917 wurde ihre erste Tochter geboren. Sie konzertierte in Skandinavien, Deutschland, Österreich und der Tschechoslowakei. 1921 flüchtete die Familie vor den Wirren des Bürgerkriegs nach der Russischen Revolution. Im Jahr 1923/24 unternahm sie eine Tournee in die Vereinigten Staaten. Der junge Yehudi Menuhin hörte sie in San Francisco und erinnerte sich an die statueske, umwerfend gut aussehende blonde Frau: „Sie sah wie ein Engel aus, ganz in Weiß gekleidet, und spielte auch so.“ In der Presse wurde sie als „The queen of the violin“ vorgestellt. Während einer Tournee 1928 im Fernen Osten entschied sich ihr Mann, in Shanghai als Lehrer zu bleiben und gilt heute als Begründer der chinesischen Klavierpädagogik. Später wurde die Ehe geschieden.
In den späten 1930er Jahren lebte Hansen in London mit ihrem zweiten Mann, dem jüdischen Juristen, Philosophen und Universalgelehrten Hermann Friedmann. Während eines deutschen Bombenangriffs auf London im Jahr 1940 kam ihre zweijährige Tochter ums Leben. Sie gab während des Kriegs Konzerte mit Myra Hess, insbesondere im Rahmen der National Gallery Series. 1947 nahm sie mit ihrem Freund, dem Komponisten Nikolai Medtner, dessen Sonate in b-moll, Op. 21 auf. Im folgenden Jahr spielte sie das Violinkonzert von Johannes Brahms in der Royal Albert Hall. Eine weitere Tournee durch die Vereinigten Staaten schloss sich an. Als ihr Mann 1950 das Angebot einer Honorarprofessur an der Universität Heidelberg annahm, folgte sie ihm nach Deutschland. Die nächsten 38 Jahre verbrachte sie in Heidelberg und gab an der dortigen Musikhochschule Geigenunterricht. Erst in ihren letzten Lebensjahren siedelte sie zu ihrer überlebenden Tochter nach London um, wo sie am 24. Juli 1989 starb.